# Peter Klein
Peter Klein (Timișoara, 22 luglio 1945) è un produttore teatrale statunitense, famoso per aver portato il musical Porgy and Bess di George Gershwin in tutto il mondo a partire dal 1992.
Ha iniziato la sua carriera nel 1970, lavorando per l'impresario teatrale Sol Hurok. Nel 1972 ha poi fondato la sua compagnia Living Arts, Inc. ed ha diffuso la danza, il balletto e i musical americani in Europa e nel resto del mondo.
In particolare, in Italia ha curato l'organizzazione di musical di grande successo quali Hair, Cats, West Side Story, Ain't Misbehavin, A Chorus Line, nonché le maggiori compagnie di balletto internazionali come l'American Ballet Theatre, il Joffrey Ballet, il National Ballet of Canada, il San Francisco Ballet, Twyla Tharp Dance ed il Boston Ballet. Nel 1986 ha portato per la prima volta il Corpo di Ballo del Teatro alla Scala in tournée negli Stati Uniti ed ha fondato negli anni 1990 l'Opera Nazionale Italiana, una compagnia operistica italiana che ha riscosso grande successo in tutto il mondo.

## Giovinezza
Klein nacque il 22 luglio 1945 a Timișoara, in Romania, da Andrei Klein e Ari Wiener, una coppia di origini ebraiche ed ungheresi sopravvissuta all'Olocausto. Da bambino apprese l'ungherese, il romeno, il russo, il tedesco, il francese e l'inglese. Nel 1963 la famiglia si trasferì in Israele, dove Klein ebbe occasione di imparare la lingua ebraica e studiare presso la Tadmor Hotel School di Herzliya. Nel 1967 Klein lasciò Israele per l'Europa e, successivamente, approdò a New York dove incontrò il famoso impresario teatrale Sol Hurok ed iniziò a lavorare per lui a partire dal 1969.

## Carriera

### Gli anni 1970
Sol Hurok assunse Klein come manager delle tournée nordamericane per musicisti del calibro di Andrés Segovia ed Arthur Rubinstein.
Nel 1972 Klein creò la sua compagnia, ovvero la Living Arts, Inc. nell'Upper East Side di New York.
Uno dei primi progetti della neonata compagnia fu la tournée americana dello spettacolo di maggiore successo del Fringe Festival di Edimburgo del 1973, ovvero Dreyfus on Devil's Island di Michael Almaz.
Nel 1977, Klein portò i 95 ballerini dell'American Ballet Theatre, tra i quali figuravano Michail Baryšnikov, Gelsey Kirkland, Martine van Hamel, Ivan Nagy e Natalija Makarova ad aprire il Festival internazionale del balletto di Nervi di Genova con Push Comes to Shove di Twyla Tharp e La Bayadère. Inoltre, organizzò la prima tournée canadese ed americana dell'Israel Ballet. A marzo del 1979, curò il concerto di Andrés Segovia presso la Casa Bianca come parte delle iniziative promosse dalla PBS.
Nello stesso anno, Klein portò in tournée il Boston Ballet in Europa per la prima volta, aprendo il Festival internazionale del balletto di Nervi di Genova, e nel 1981 presentò in Italia e a Londra una versione completa de Il lago dei cigni con Rudol'f Nureev come ospite speciale.
All'epoca era stata anche progettata una tournée in Sudafrica, ma fu cancellata a causa di alcuni problemi di apartheid che avrebbero potuto colpire il primo ballerino Augustus Van Heerden ed altri membri del cast. Klein portò il Boston Ballet nuovamente in Europa nel 1983, precisamente in Belgio, Italia, a Manchester e Londra con Nureev nel ruolo di protagonista in Don Chisciotte a Londra.

### Gli anni 1980
Nel 1981, Klein organizzò la tournée del musical West Side Story di Gladys Nederlander e con la direzione d'orchestra affidata a David Stahl. La tournée toccò l'Italia, la Francia e Monte Carlo, debuttando ancora una volta al Festival di Nervi. Nel 1984 Klein presentò per la prima volta in Europa il celebre musical rock Hair, con spettacoli in Francia, Svizzera, Spagna, Austria, Germania ed Italia.
Nel 1986 Klein portò in Europa anche il musical di Broadway A Chorus Line di Michael Bennett: la prima dello spettacolo ebbe luogo al Festival di Nervi, seguito da una performance in occasione del Festival Puccini di Torre del Lago dove A Chorus Line fu il primo musical rappresentato, rompendo la lunga tradizione di offrire al pubblico principalmente opere di Giacomo Puccini.
Nel corso dello stesso anno, Klein portò il balletto del Corpo di Ballo del Teatro alla Scala nel suo primo tour americano, con Il lago dei cigni diretto da Franco Zeffirelli con spettacoli ad Atlanta, Ottawa, St. Louis e San Francisco. Nel 1987, Klein organizzò, invece, il primo tour statunitense in 70 anni de Les Ballets de Monte Carlo, visitando ben 24 città con Les Sylphides, Le Corsaire, La fille mal gardée, Il figliuol prodigo e Il principe Igor'. Nel 1988, Living Arts, Inc. produsse il debutto italiano the di Esther, a Vaudeville Megillah, un musical di Liz Swados, aprendo il secondo Festival della Cultura Ebraica di Milano, e l'edizione del 1990 a Madrid). Nel 1989 Klein presentò il musical Mama, I Want to Sing! in Italia, Grecia, Slovenia, Turchia ed Austria. Inoltre, produsse Good Luck!, uno spettacolo teatrale ispirato alla popolare serie televisiva Saranno famosi con protagonista Gene Anthony Ray e coreografie firmate da George Faison. Lo spettacolo ha raggiunto Verona, Parma, Modena, Pompei, Taormina ed altre città italiane.

### Gli anni 1990
Nella primavera del 1990, Klein produsse in Italia lo spettacolo Tamara, scritto da John Krizanc nel 1981 e basato sulle vite di Tamara de Lempicka e del poeta Gabriele D'Annunzio. Lo spettacolo, altamente interattivo ed immersivo per gli spettatori fu il primo di questo genere e fu rappresentato per la prima volta a Roma presso Villa Brasini e poi a Cernobbio, in provincia di Como presso Villa Erba. Nel 1992, produsse il tour del Pittsburgh Ballet Theatre a Taipei, in Taiwan.
Negli anni 1990, Klein portò in giro per il mondo la sua compagnia Opera Nazionale Italiana, il cui cast era composto da stelle dell’opera italiana. La compagnia raggiunse la Spagna e il Messico nel 1991 e per diverse volte gli Stati Uniti e il Canada a cavallo tra il 1992 ed il 2000.
La tournée americana ebbe inizio con una rappresentazione del Rigoletto di Giuseppe Verdi, accompagnata dall'orchestra dell'opera statale ungherese. L'Opera Nazionale Italiana fece tappa negli Stati Uniti anche nel 1998 con la Cavalleria rusticana di Pietro Mascagni, Pagliacci di Ruggero Leoncavallo e Otello di Giuseppe Verdi nel 1999. Sempre nel 1999, Klein fece rappresentare in Portogallo il Rigoletto dell'Opera Nazionale Italiana.
Nel 1992 Klein portò il Joffrey Ballet a Torino e Palermo e nel 1993 in Germania. Nel 1995, portò l'Harlem Gospel Choir presso il teatro dell'opera Belem di Lisbona.

### Gli anni 2000
Per commemorare i cento anni dalla morte di Giuseppe Verdi, nel 2001 Klein produsse lo spettacolo Viva Verdi! in collaborazione con Patricia Murray-Bett, presentato in Regno Unito ed Irlanda con parti tratte dalle opere Nabucco, Rigoletto, Il trovatore ed altri lavori del compositore.
Nel 2002, Klein ripropose West Side Story in Italia, con spettacoli a Ravenna, Palermo e Pistoia. Nello stesso anno, curò la tournée americana e canadese della Filarmonica di Arad (Romania), diretta dal maestro Dorin Frandes.
Nel 2003, Klein si occupò di organizzare la tournée americana della Filarmonica di Resovia, portando come guest star all'Istituto di Cultura Polacca di New York il pianista Leopold Godowsky III, nipote di George Gershwin (suo zio) e del leggendario pianista e compositore Leopold Godowsky (suo nonno). L'anno seguente fece sbarcare lo spettacolo Broadway Tonite a Varsavia. Nel 2007, infine, presentò la cantante ed attrice Liza Minnelli all'Anfiteatro Romano di Taormina.

### Gli anni 2010
Ne mese di giugno del 2010, Klein mise in piedi un flash mob teatrale presso il Mercato di Sant'Ambrogio di Firenze con artisti operistici professionisti esibitisi in arie tratte da La traviata di Giuseppe Verdi e dalla Carmen di Georges Bizet.
Nel 2011, Klein produsse il musical  Ain't Misbehavin', diretto da Richard Maltby e rappresentato nell'arco di due anni in Turchia, Francia, Germania, Italia, Grecia, Spagna, Israele ed Ungheria.
Nel 2013, Klein avviò una collaborazione con la compagnia spagnola di flamenco moderno Los Vivancos, portando il loro spettacolo Aeternum con il complesso ungherese Maszka Band, composto di sole donne, a Londra e Budapest.
Nel 2014 curò la performance dei Los Vivancos performance per lo spettacolo televisivo Beijing 2014 BTV Global Spring Festival, al quale ha assistito ben un miliardo di spettatori. Nel 2015, organizzò un concerto dei Los Vivancos con Patricia Murray-Bett in Regno Unito, presso la Jersey Opera House. Infine, nel 2017 Klein portò gli Hungarian Virtuosi alla New York's Weill Recital Hall della Carnegie Hall.

## Porgy and Bess
Klein progettò di creare una produzione di Porgy and Bess nel 1991 quando ricevette da un collega argentino l'invito a portare l'opera in scena presso il Teatro Colón. Lo spettacolo venne messo in scena per la prima volta in Argentina ed Uruguay nel 1992. Klein sviluppò la propria idea di produzione coadiuvato da Leopold Godowsky III, nipote di George Gershwin.
Klein negoziò con gli eredi di Gershwin per ottenere il loro beneplacito apportando alcuni tagli alla colonna sonora originale. Il risultato portò ad una performance abbreviata (da 4 a meno di 3 ore di durata) e ad un numero ridotto di musicisti. Il cast originario della produzione di Klein aveva tre coppie di protagonisti: Brian Gibson ed Elizabeth Graham, Andre Solomon-Glover e Vanessa Stewart, William Marshall e Claudette McCargo.
Nonostante lo spettacolo abbia raggiunto oltre 1200 repliche in 20 paesi, la produzione di Porgy and Bess targata Living Arts non ha mai debuttato in Italia.

### Tournée internazionali
| Anno | Paese             | Città |
| ---- | ----------------- | --- |
| 1992 | Argentina         | Buenos Aires |
| 1992 | Uruguay           | Montevideo |
| 1992 | Brasile           | San Paolo |
| 1993 | Canada            | Montréal, Regina, Vancouver, Victoria |
| 1994 | Israele           | Caesarea |
| 1997 | Giappone          | Osaka, Fukuyama, Hiroshima, Matsuyama, Tokyo, Sapporo |
| 1997 | Taiwan            | Taipei |
| 1997 | Australia         | Adelaide, Melbourne, Sydney, Canberra, Gold Coast, Perth |
| 1997 | Nuova Zelanda     | Christchurch, Wellington, Auckland |
| 1997 | Regno Unito       | Llandudno, Croydon, Sunderland, Bournemouth, Eastbourne, Belfast, Southend-on-Sea |
| 1999 | Canada            | Mississauga, North Bay |
| 1999 | Regno Unito       | Northampton, Bath, Londra, Wolverhampton, Nottingham, Manchester |
| 2000 | Egitto            | Il Cairo |
| 2001 | Hong Kong         | Hong Kong |
| 2001 | Israele           | Tel Aviv |
| 2001 | Singapore         | Singapore |
| 2001 | Cina              | Pechino, Shanghai |
| 2002 | Canada            | Vancouver |
| 2002 | Messico           | Città del Messico |
| 2003 | Regno Unito       | Northampton, Liverpool, Nottingham, Scarborough, Croydon, Bournemouth, Lowestoft, Eastbourne, Southend-on-Sea, Buxton, Sheffield, Leicester, Birmingham, Norwich, Cardiff, Llandudno, Aberdeen |
| 2003 | Irlanda           | Cork, Limerick, Dublino |
| 2003 | Portogallo        | Lisbona |
| 2004 | Regno Unito       | High Wycombe, Buxton, Edimburgo, Sunderland, Folkestone, Dartford, Derby, City of Salford, Birmingham                                                                                          |
| 2005 | Trinidad e Tobago | Port of Spain |
| 2005 | Canada            | Toronto |
| 2006 | Australia         | Adelaide, Sydney, Newcastle, Brisbane, Canberra, Melbourne, Perth, Bunbury, Hobart |
| 2006 | Nuova Zelanda     | Auckland, Christchurch, Wellington |
| 2008 | Russia            | San Pietroburgo, Mosca |
| 2008 | Polonia           | Varsavia |
| 2008 | Grecia            | Salonicco, Atene |
| 2008 | Lettonia          | Riga |
| 2008 | Estonia           | Kuressaare |
| 2013 | Ungheria          | Seghedino |